# دم باغ يوسف آباد (مقاطعة دلفان)
دم باغ يوسف‌آباد (بالفارسية: دم باغ یوسف‌آباد) هي قرية تقع في قسم ميربغ الجنوبي الريفي (مقاطعة دلفان) في إيران. يقدر عدد سكانها بـ 602 نسمة بحسب إحصاء 2016.